# أرتو نيلسون
أرتو نيلسون (مواليد 19 مارس 1948) هو ملاكم فنلندي، مثّل بلاده في الألعاب الأولمبية الصيفية 1968 وحقق الميدالية البرونزية في فئة الوزن المتوسط الخفيف.

## وصلات خارجية
أرتو نيلسون على موقع بوكس ريك (الإنجليزية) (registration required)
- أرتو نيلسون على موقع اللجنة الأولمبية الدولية (الإنجليزية)
- أرتو نيلسون على موقع أوليمبيديا (الإنجليزية)